# جامع الإمام الأعظم

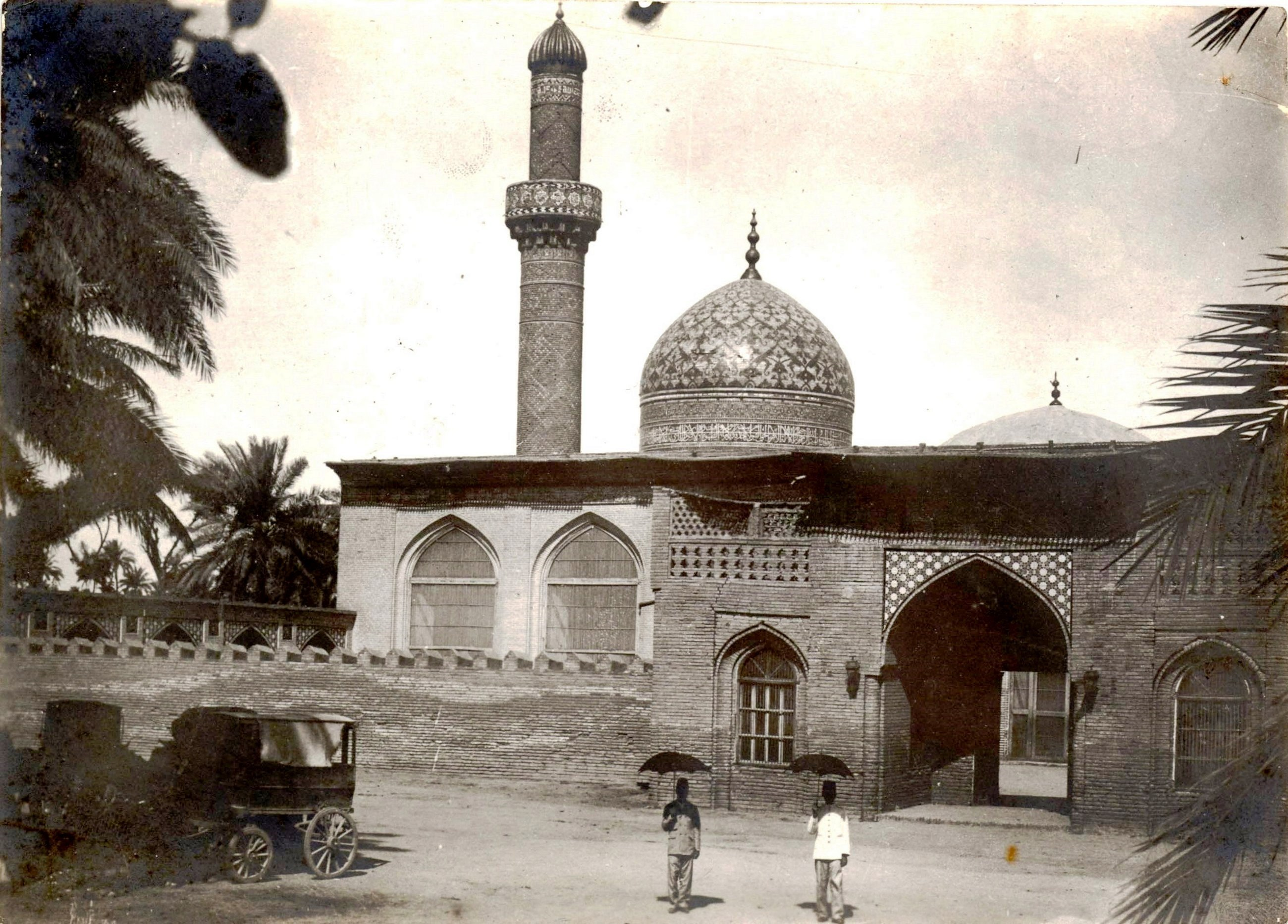
واجهة جامع الامام الأعظم أبي حنيفة في بداية القرن العشرين

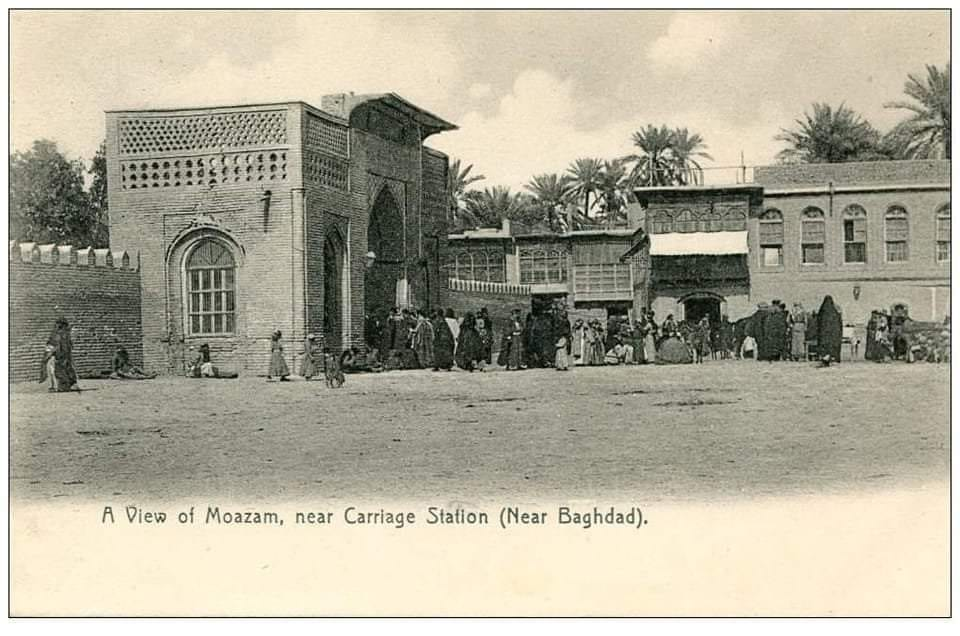
بوابة جامع الإمام الاعظم في بداية القرن العشرين

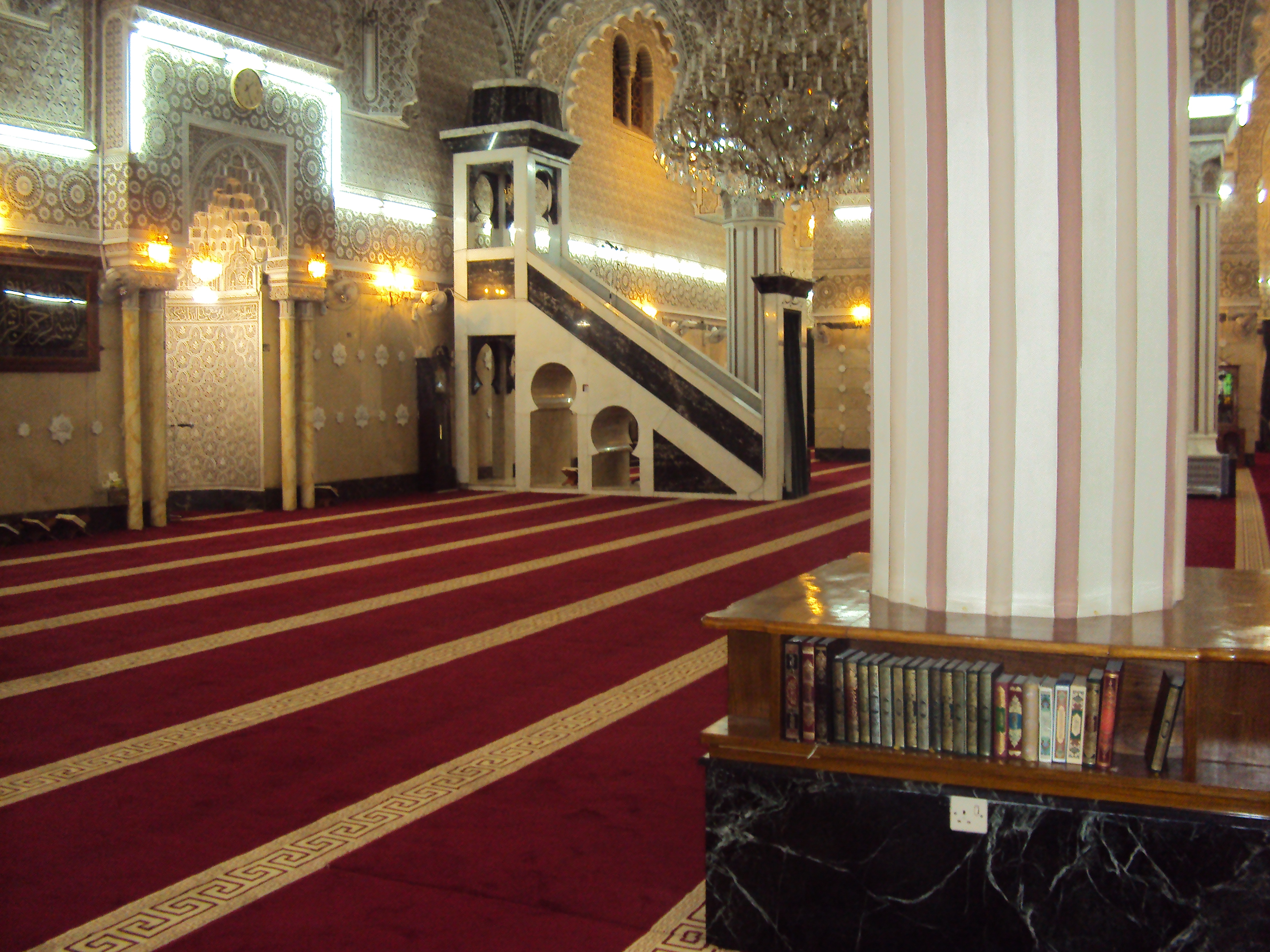
الحرم والمنبر في جامع أبي حنيفة 2012

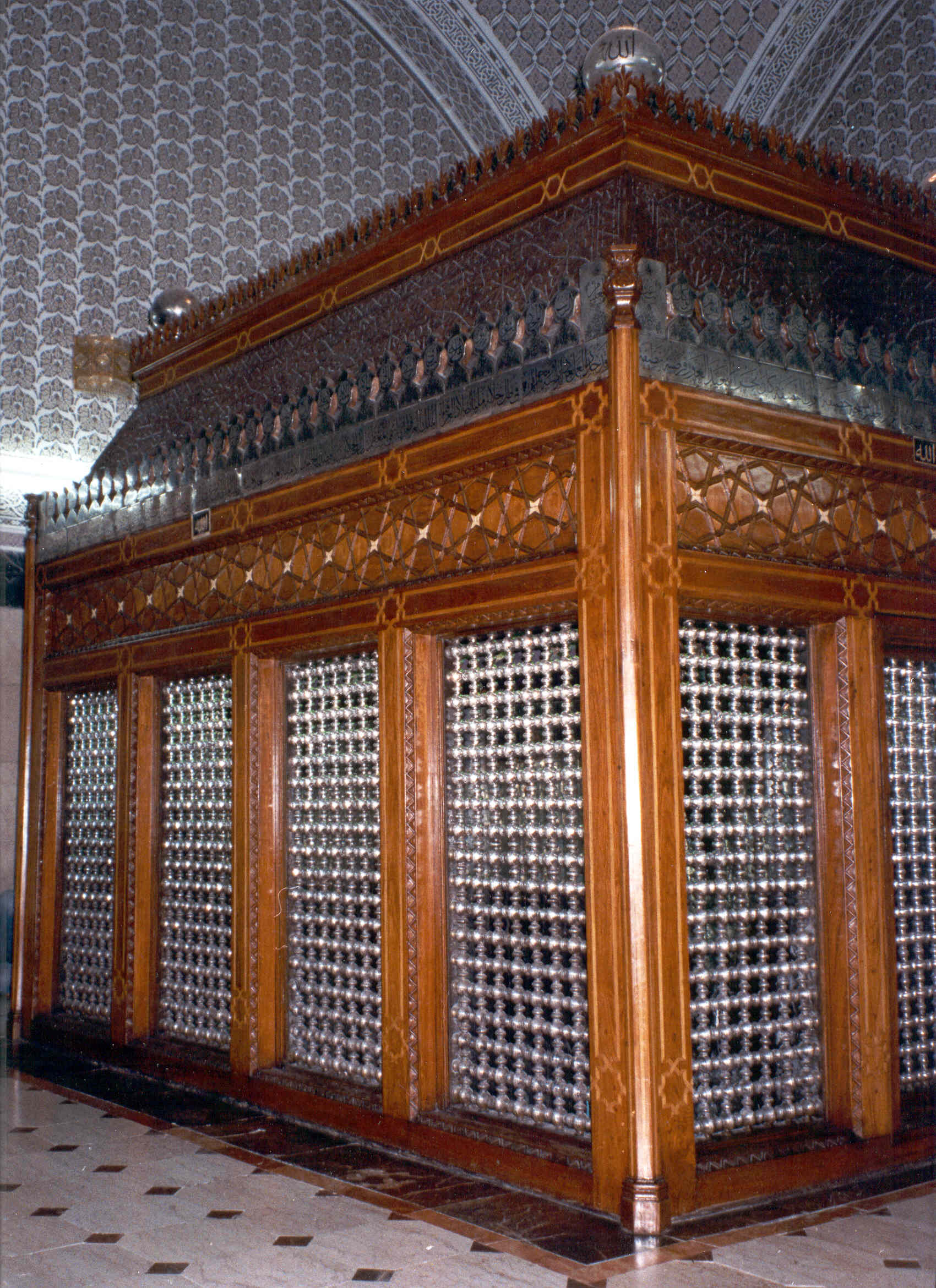
قبر الإمام أبي حنيفة في جامع الإمام الاعظم

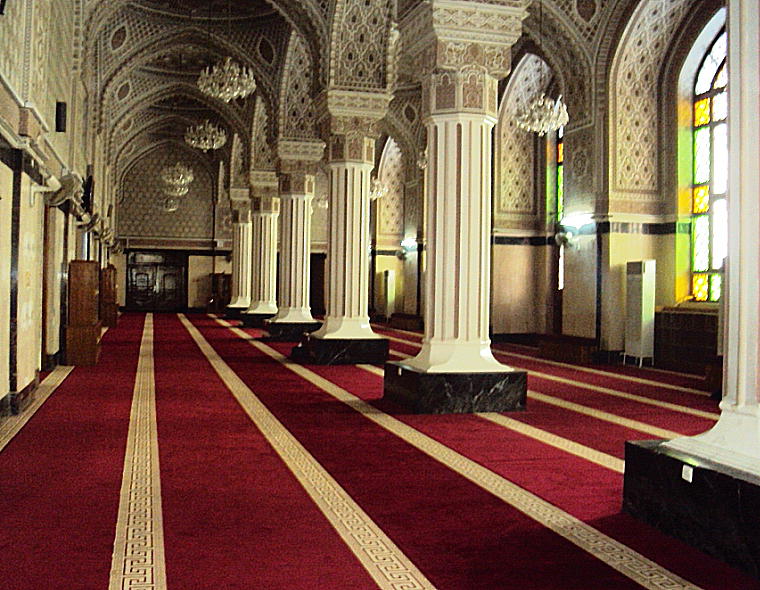
مصلى جامع أبي حنيفة 2014

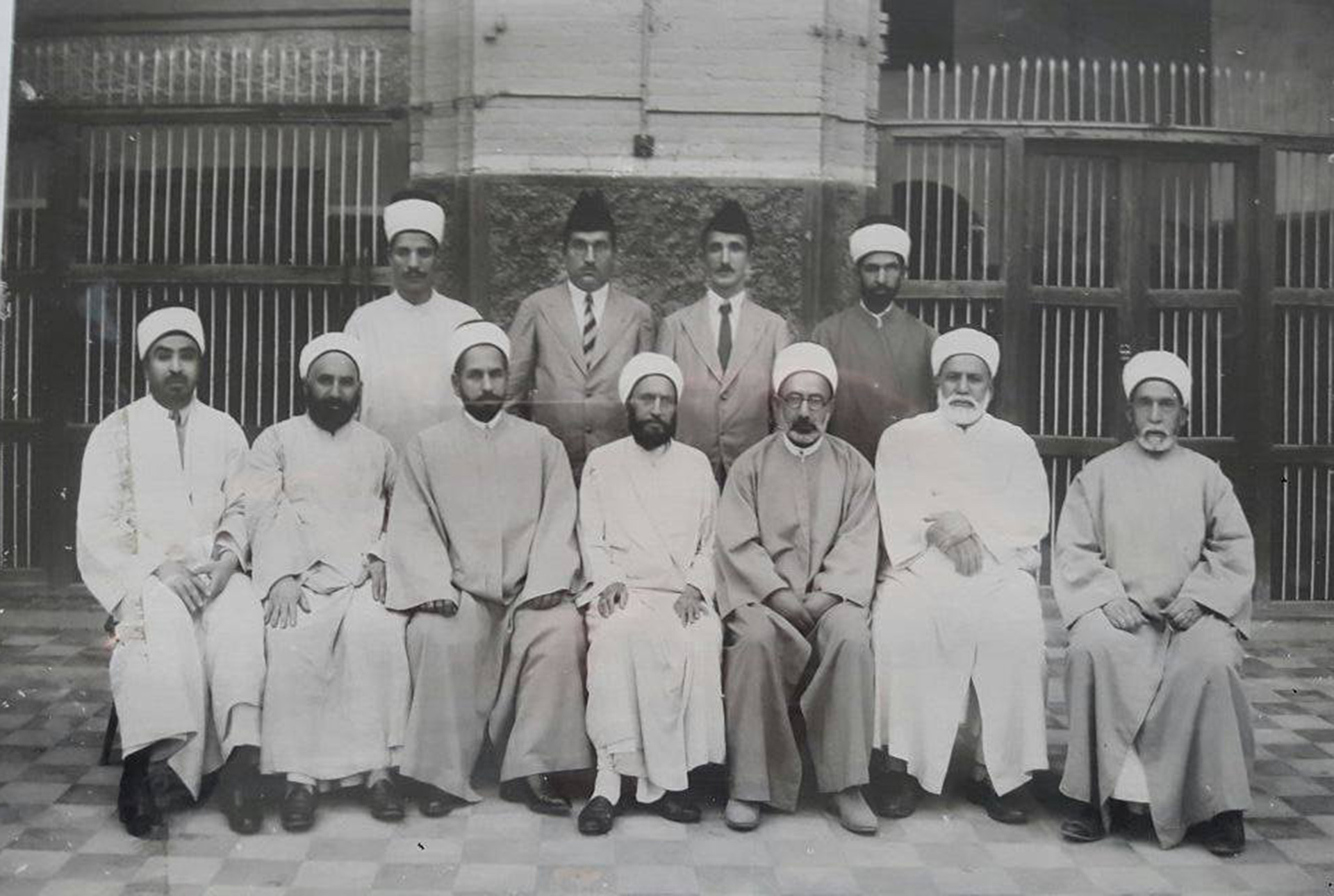
مجموعة من اساتذة وشيوخ مدرسة أبي حنيفة النعمان في جامع الإمام الأعظم، ويظهر الجالسين : الثاني من اليمين الشيخ مؤسس المدرسة نعمان الأعظمي (1874-1936)، والثالث الشيخ حمدي الأعظمي (1882-1971)، والسابع الشيخ بهاء الدين، برفقة مجموعة من الشيوخ وعلماء بغداد في عهد المملكة العراقية بداية عقد الثلاثينيات تقريباً

جامع الإمام الأعظم أو جامع أبو حنيفة النعمان هو أحد المساجد والمدارس التاريخية في مدينة بغداد، وتسمى المنطقة حول الجامع منطقة الأعظمية نسبة إليهِ وتقع في شمال بغداد على جهة الرصافة ويقابلها منطقة الكاظمية نسبة إلى مرقد موسى الكاظم الذي يقع فيها، ولقد بني المسجد عام 375 هـ بجوار قبر الإمام أبي حنيفة النعمان، ثم في عام 459 هـ/ 1066م، بني مشهد وقبة على القبر وكذلك مدرسة كبيرة، وتعتبر مدرسة أبي حنيفة الفقهية من أقدم المدارس وتسمى حالياً كلية الإمام الأعظم، وهي واحدة من ثلاثة أقدم جامعات على مستوى العالم، حيث سبقتها جامعة القرويين في المغرب، إذ بني جامع القرويين في عام 859م، والجامع الأزهر في مصر الذي تأسس في عام 972م، ولقد بنيت أول الجامعات الأوروبية بعد ذلك في عام 1088م، وهي جامعة بولونيا في إيطاليا.

## تاريخه

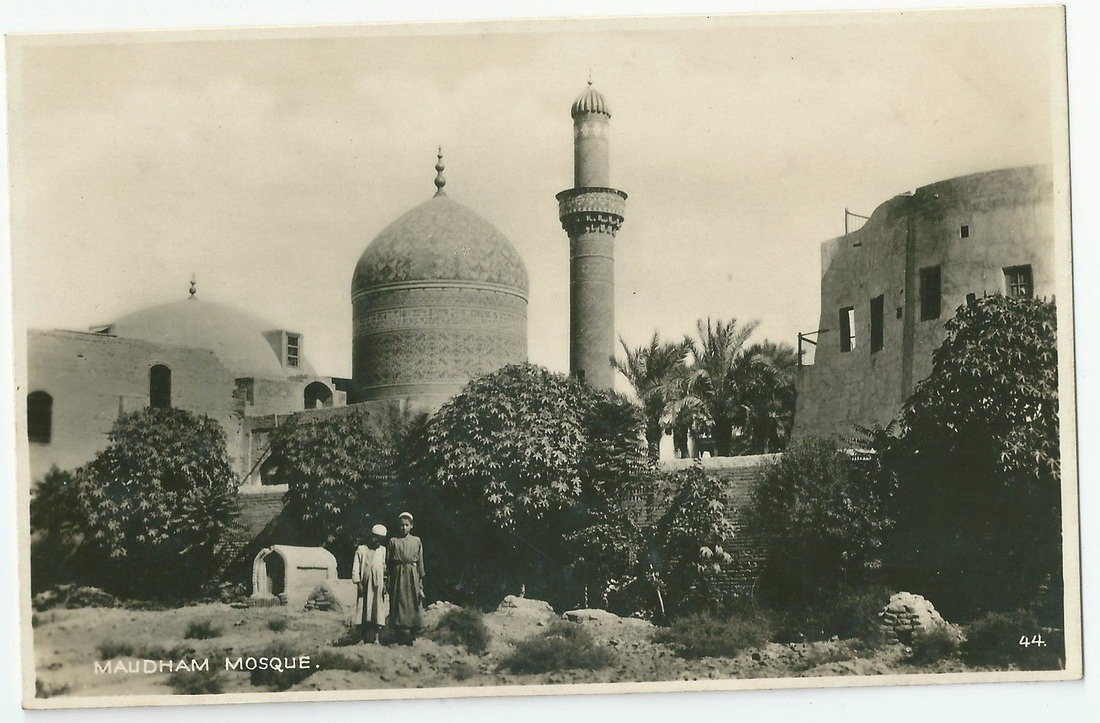
جامع الامام الاعظم قبل هدم القلعة

توفي الإمام أبي حنيفة النعمان في بغداد في زمن الخليفة ابي جعفر المنصور عام 150 هـ. ودفن في شمال بغداد في مكان سمي بعد حين بمقبرة الخيزران نسبة إلى الخيزران بنت عطاء زوج الخليفة المهدي ووالدة الهادي وهارون الرشيد، والتي توفيت ودفنت هناك عام 173هـ.
والإمام أبو حنيفة النعمان بن ثابت بن النعمان، هو من عرب العراق الذي استوطنوه قبل الإسلام.
- بني جامع أبي حنيفة عام 375 هـ، وفي عام 459 هـ/ 1066م، بني مشهد وقبة على القبر وكذلك مدرسة كبيرة، وعرفت المنطقة الواقعة في جوار المشهد باسم محلة الإمام أبي حنيفة. وكان التدريس في المدرسة يشمل العلوم الدينية والشرعية بالإضافة لعلوم الحساب والهيئة وغيرها.

وقد وصف الرحالة ابن جبير في رحلتهِ إلى بغداد سنة 580 هـ/ 1184م، الجانب الشرقي من بغداد بما يلي:
"وبأعلى الشرقية خارج البلدة محلة كبيرة بإزاء محلة الرصافة كان باب الطاق المشهور على الشط وفي تلك المحلة مشهد حفيل البنيان له قبة بيضاء سامية في الهواء فيه قبر الإمام أبي حنيفة وبه تعرف المحلة."
- وصف الرحالة ابن بطوطة مدينة بغداد بزيارته عام 727 هـ/ 1327م، وذكر المساجد التي تقام فيها صلاة الجمعة، وهي جامع الخليفة وجامع السلطان وجامع الرصافة بالأعظمية وبينه وبين جامع السلطان نحو الميل وبقرب الرصافة قبر الامام أبي حنيفة، ولولا وجود مشهد الإمام أبي حنيفة ومدرسته في بغداد لكانت المنطقة اندثرت وزالت بعد سقوط بغداد ودخول هولاكو كما اندثرت مناطق عديدة منها.
- في أثناء وجود الصفويين في بغداد تمت ولمرات عدة هدم مشهد الإمام أبي حنيفة وتحطيم المدرسة بسبب الفتنة الطائفية.
- قد لقي المشهد والمسجد بعض العناية من قبل الملك محمد بن منصور الخوارزمي بعد مجيء العثمانيين إلى بغداد عام 1534م. وشهد ذلك العام إصلاحات من قبل السلطان سليمان القانوني، فعند عودة السلطان من زيارته لمدينتي كربلاء والنجف زار قبر الإمام أبي حنيفة الذي كان مهدما فأمر بإعادة تشييد القبة وإعمار الجامع والمدرسة وأمر كذلك بتعمير دار ضيافة وحمام وخان وأربعين إلى خمسين دكانا حوله، ثم أمر بتعمير قلعة لحراسة الجامع والمدرسة والمنطقة ووضع جنودا بلغ عددهم نحو 150 جنديا، ومعهم معدات حربية ومدافع لحماية المكان.
- كانت بعد ذلك إصلاحات أخرى على يد السلطان العثماني مراد الرابع عند دخوله بغداد عام 1048 هـ/ 1638م، حيث جاء معه إلى الأعظمية بعض من قبيلة العبيد وسكنوا حول ضريح مرقد الإمام أبو حنيفة لحمايته.
- في عهد المماليك وتحديدا الوالي سليمان باشا أبو ليلة جدد المرقد وأنشئت المنارة والقبة عام 1757م، وفي عام 1291 هـ/1874م، جدد بناء الجامع بأمر السلطانة والدة السلطان عبد العزيز.
- بقيت مدرسة الإمام الأعظم المدرسة الوحيدة في الأعظمية إلى جانب بعض الكتاتيب لتعليم القراءة والكتابة والقرآن حتى سنة 1911م، حيث أعيد إعمار الجامع وتنظيم المدرسة التي سميت كلية الإمام الأعظم، وتم بنائها في عهد الدولة العثمانية، حيث طالب الشيخ العلامة نعمان الأعظمي السلطان العثماني بما لجامع أبو حنيفة من حقوق مغدورة وكانت مجلته التي يصدرها (تنوير الأفكار) تنطق بلسانهِ فحصل بجده وسعيه على موافقة السلطان لإنشاء كلية في الجامع، وكان للشيخ نعمان الفضل الأكبر في السعي لإنشاءها وبناءها، وتعتبر من مآثره وجليل أعمالهِ. ثم سماها دار العلوم الدينية والعربية، ثم كلية الشريعة ثم سميت مرة أخرى بكلية الإمام الأعظم. وكانت هناك بعض أعمال الترميم خلال العهد الملكي. وفي عام 1923م، صدر الأمر بإعادة (الكلية الأعظمية) وجعلها تابعة لديوان وزارة الأوقاف وصارت أكبر مدرسة دينية في العراق.
- حين بُني جسر الأئمة بناءً جديداً عام 1957م، اُضطرّوا إلى هدم الجزء الشرقي من سياج الجامع ليستقيم الشارع المتجه إلى الجسر.[4]
- بعد 14 تموز 1958 شيد برج أسطواني بارتفاع 25م وكسي بالفسيفساء الأزرق والأبيض ليكون جاهزا لاستقبال ساعة الأعظمية التي نصبت عام 1961م، وما زالت تعمل بانتظام، وفي عام 1973 قامت وزارة الأوقاف بكساء البرج بصفائح من الألمنيوم المضلع باللون الذهبي.
- كانت البساتين[5] ثم البيوت تحيط بالجامع حتى نهاية الستينات حين هُدمت البيوت وصارت تحيط بالجامع حديقة الجسر وساحات.[6]
- كانت هناك بعض أعمال الصيانة والترميم للجامع خلال العهد الجمهوري، وكذلك خلال عقد الثمانينيات من القرن العشرين.[7]

## ثالث جامعة عالمية

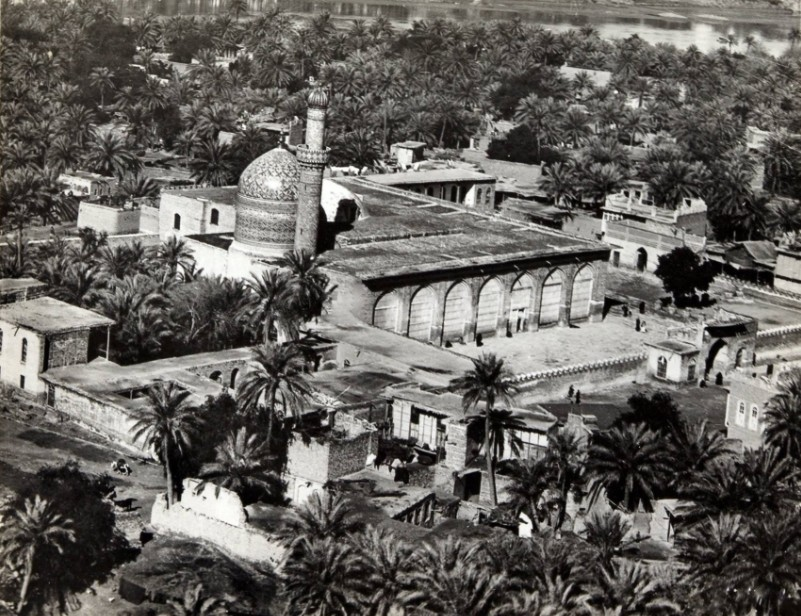
صورة جانبية للجامع في عام 1919

تعتبر كلية الإمام الأعظم هي ثالث جامعة عالمية لا تزال تعمل حتى الآن حيث بنيت وأسست في عام 459هـ/ 1066م. ولقد سبقتها جامعة القرويين بالمغرب، والتي بنيت في عام 859م، والجامع الأزهر في مصر، والذي أسس في عام 972م، وكانت جامعة بولونيا هي أول جامعة تبنى في قارة أوروبا، حيث بنيت في عام 1088م.
ومن أوائل الخمسة جامعات من أقدم الجامعات، لا تزال ثلاثة جامعات منها عاملة في العالم الإسلامي وهي: جامع القرويين والجامع الأزهر بمصر وكلية الإمام الأعظم في العراق. ثم بنيت بعدها جامعة بولونيا في إيطاليا عام 1088م، وجامعة أكسفورد في إنجلترا وبنيت في عام 1096م.
ولقد أعيد بناء كلية الإمام الأعظم مرة أخرى في عهد الدولة العثمانية عام 1911م، عندما طالب الشيخ العلامة نعمان الأعظمي السلطان العثماني بما لجامع أبو حنيفة من حقوق مغدورة وكانت مجلتهِ التي يصدرها (تنوير الأفكار) والتي نطقت بلسانهِ فحصل بجده وسعيهِ على موافقة السلطان العثماني لإنشاء كلية في المسجد، وكان للشيخ نعمان الأعظمي الفضل في السعي لإنشائها وتشييدها.

## انتشار المذهب الحنفي
يُسمى المذهبُ الحنفي مذهبَ أهل الرأي، وهو أقدم المذاهب الأربعة، وصاحبه هو الإمام أبو حنيفة النعمان، وقد نشأ المذهب الحنفي بالكوفة موطن الإمام أبي حنيفة، ثم تدارسه العلماء بعد وفاة شيخه ببغداد، ثم شاع من بعد ذلك وانتشر في أكثر البقاع الإسلامية، فكان في مصر والشام وبلاد الروم والعراق وما وراء النهر، ثم اجتاز الحدود فكان في الهند والصين، حيث لا منافس له ولا مزاحم، ويكاد أن يكون هو المنفرد في تلك الأصقاع إلى الآن.
ويقال لأصحاب المذهب الحنفي أهل الرأي، لأن انتشار علم الحديث كان قليلاً بالعراق، فاستكثروا من القياس وامتازوا فيه. ورُوي أن عدد تلاميذ أبي حنيفة النعمان الذين دونوا مذهبه أربعون رجلاً منهم: أبو يوسف يعقوب بن إبراهيم، وأبو الهذيل زفر بن الهذيل العنبري، وأن أول من كتب كتبه أسد بن عمرو.

## أوقاف جامع أبي حنيفة
كان آل متولي، وهم من أسر الأعظمية، يديرون شؤون أوقاف الجامع.

### أوقاف
كانت منطقة بزايز كرود خليل باشا، التي تُسمى اليوم الصليخ الجديد، من أوقاف جامع الإمام الأعظم ثم بيعتْ إلى المصرف العقاري.

## معركة الأعظمية

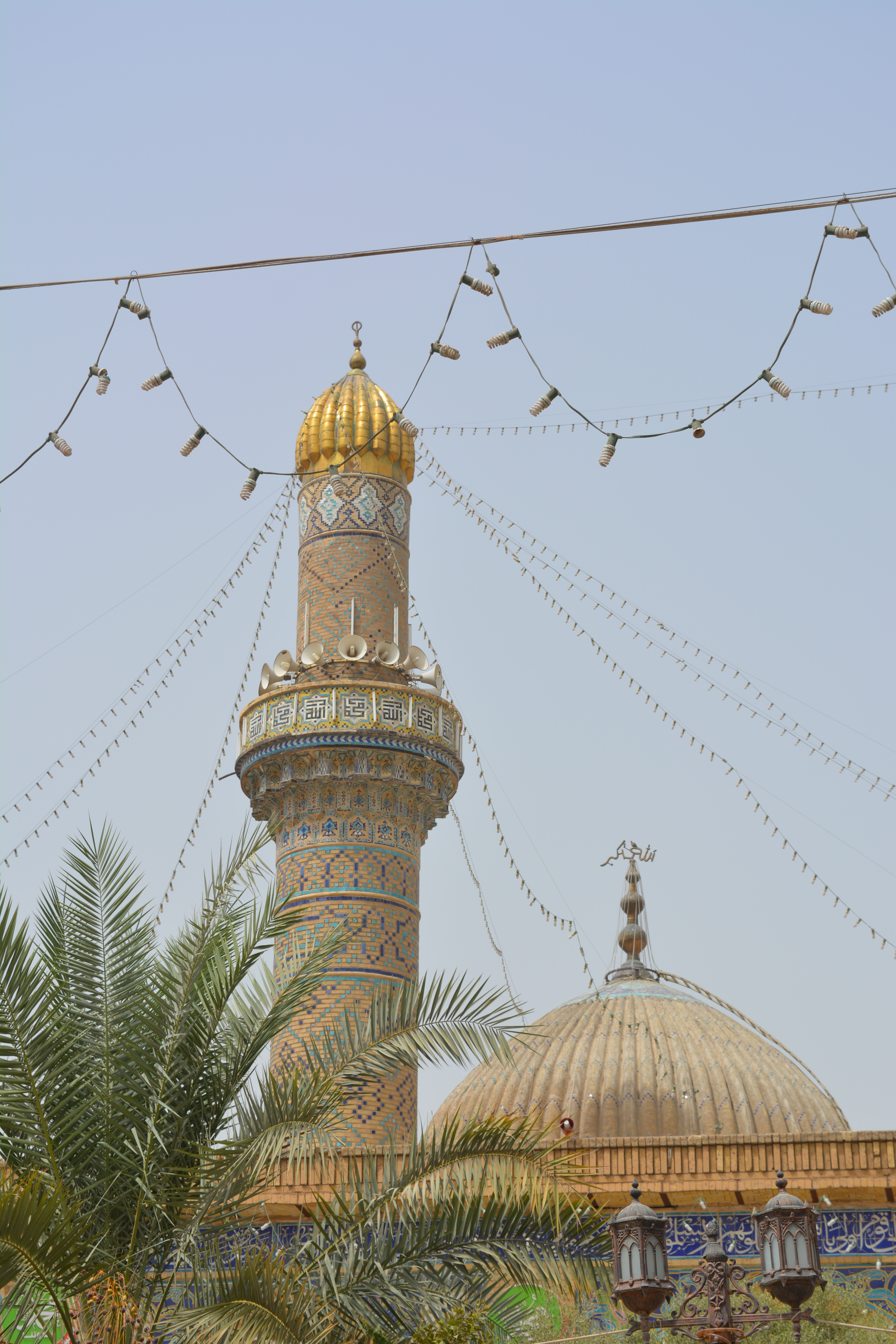
منارة جامع الإمام أبي حنيفة والقبة التي تحتها مرقده في عام 2015

وبعد الغزو الأمريكي للعراق عام 2003م حدثت معركة عسكرية في الأعظمية يوم 10 نيسان 2003م، ودمّر على أثرها جزء من منارة الجامع والساعة والضريح وأجزاء أخرى داخل الجامع، ولقد تحطمت المباني حول الجامع ومنها مبنى جمعية منتدى الإمام أبي حنيفة.
وتعطلت صلاة الجمعة بعدها لمرة واحدة، ثم قام جمع خير من أهالي الأعظمية بتنظيف المكان وإزالة الزجاج المتهشم وآثار المعركة وحماية الجامع والمرقد وكلية الإمام الأعظم من محاولات ذوي النفوس الضعيفة للسرقة أو التخريب، وأقيمت الصلاة في يوم الجمعة التالية وقام ديوان الوقف السني وبالتعاون مع عدد من الشركات الساندة، وكذلك مع عائلة السيد محسوب الشهيرة بالأعظمية ومساعدة بعض شباب المنطقة، منذ عام 2003م بترميم الجامع والمرقد وإعادة نصب ساعة الأعظمية إلى برجها. وإلى يومنا هذا تتواصل الجهود في تحديث وترميم الجامع ومرفقاته.

## وثائق محفوظة
في مكتبة الجامع وثائق قيمة مهداة وموقوفة من قبل بعض المتبرعين تشمل:
1. مصحف كبير ومذهب ومزخرف هدية من حافظ محمد أمين الرشدي سنة 1236 هـ للسلطان محمود. وقد طبعته وزارة الأوقاف ثلاث مرات في الأعوام 1379 هـ، 1386 هـ، و1391 هـ. والطبعات الثلاث بإشراف الخطاط هاشم محمد البغدادي.
2. المصحف المشهور ب(قرآن أنور باشا) بخط إسطنبولي محلى بالذهب، غلافه من الذهب مرصع بالألماس، أهدي خلال الحرب العالمية الأولى.
3. مصحف كبير الحجم مزخرف ومذهب جميعه، كل صفحة سطران كبيران بخط كبير، كتب بماء الذهب، وبعضها بحروف أصغر. يقال لهذا النوع ياقوتي. أوقفه مصطفى آغا القابولي سنة 1073 هـ.
4. مصحف زخرفته قليلة (بخط ياقوت) وليس عليه تاريخ.
5. مصحف كتب بماء الذهب للسطر الكبير، وبقية الأسطر بالحبر الأسود، وفي أطرافه دوائر مزخرفة بالذهب والألوان. أهداه مصطفى آغا سنة 1073 هـ وكان موضوعاً على صف مزخرف بالصدف.
6. مصحف كتبتهُ امرأة.
7. مصحف ضخم جداً مذهب ومزخرف على أطرافه تعليقات كوفية مزخرفة بالذهب، كتب سنة 1048 هـ. أهداه مصطفى باشا.
8. مصحف مذهب ياقوتي سطر كبير والبقية أسطر صغيرة، كتبه سنة 1100 هـ محمد الكاتب. وهو النسخة الخامسة والعشرون مما نمقه.
9. مصحف كبير الحجم، تذهيبه قليل وزخرفته قليلة أيضاً، كتبه عمر بن الشيخ حسين سنة 1095 هـ.
10. مصحف كبير جداً كتب سنة 1160 هـ أوقفه محمود خان مصطفى.
11. مصحف كبير وضع داخل صندوق كبير من الفضة المزخرفة والمطعم بالأحجار النفيسة، وهو هدية ملك الأفغان محمد ظاهر شاه سنة 1950م.
12. وهناك مصاحف كثيرة جداً بعضها مزخرف ومذهب في بدايته ونهايته والبعض الآخر بلا زخرفة أو تذهيب.

## معرض الصور

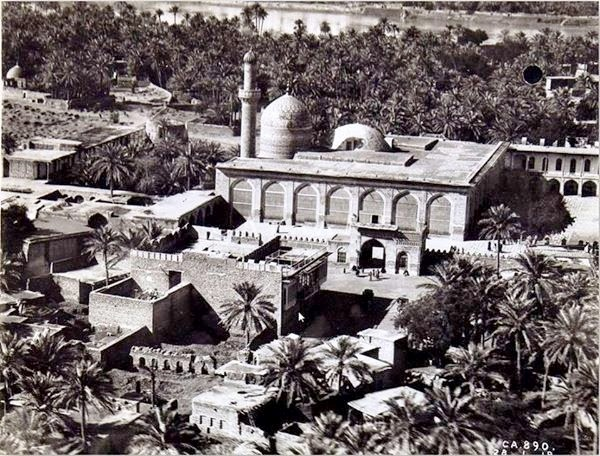
صورة واجهة جامع الإمام أبي حنيفة في عام 1919
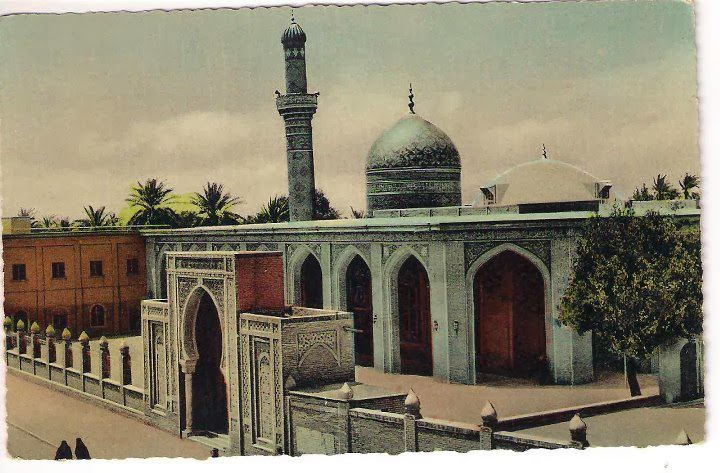
جامع الإمام الأعظم 1920
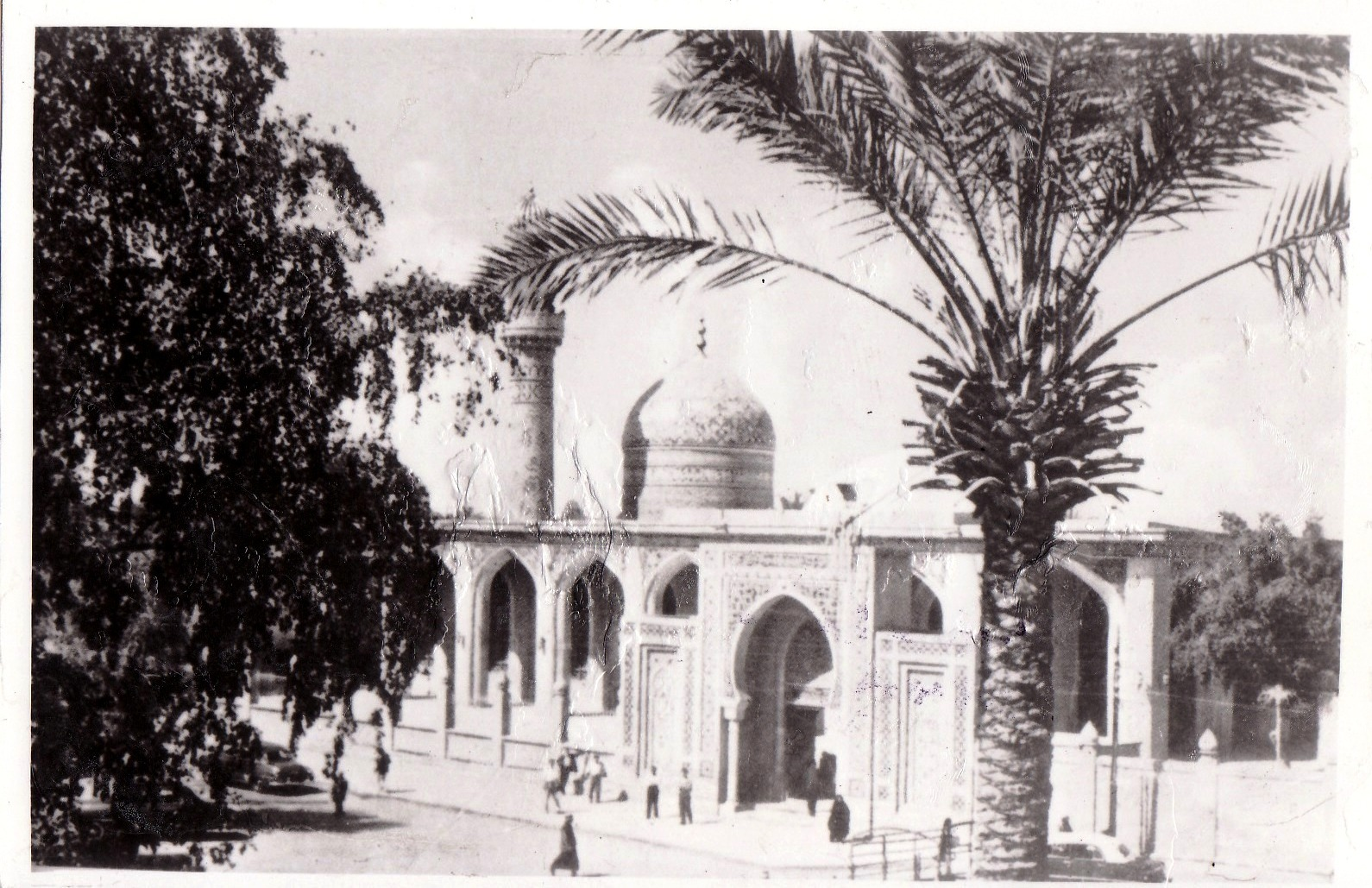
جامع الإمام الأعظم في عهد المملكة العراقية 1950
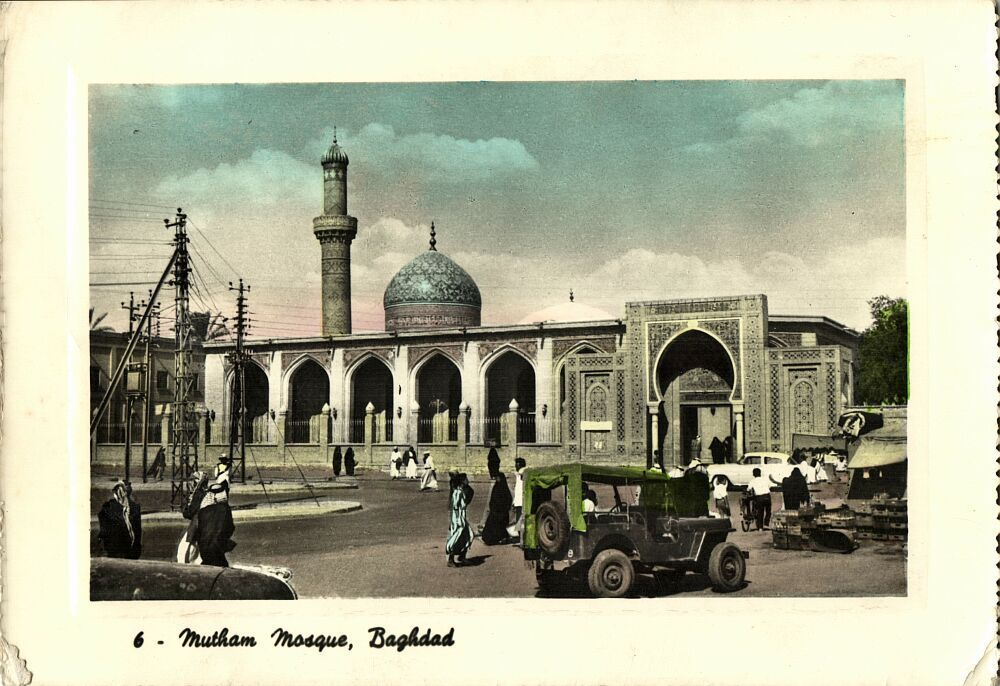
جامع الإمام الأعظم 1953
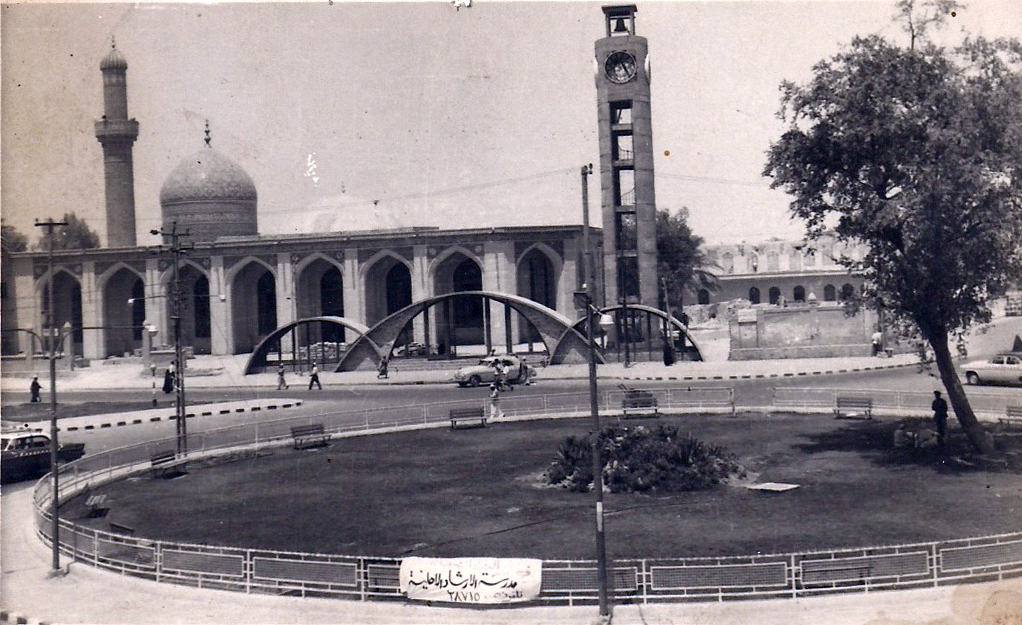
جامع الإمام الأعظم عام 1959
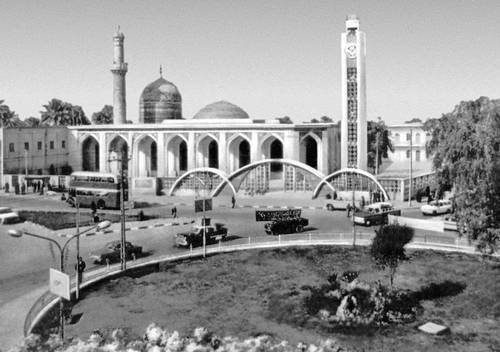
جامع الإمام الأعظم في عام 1960
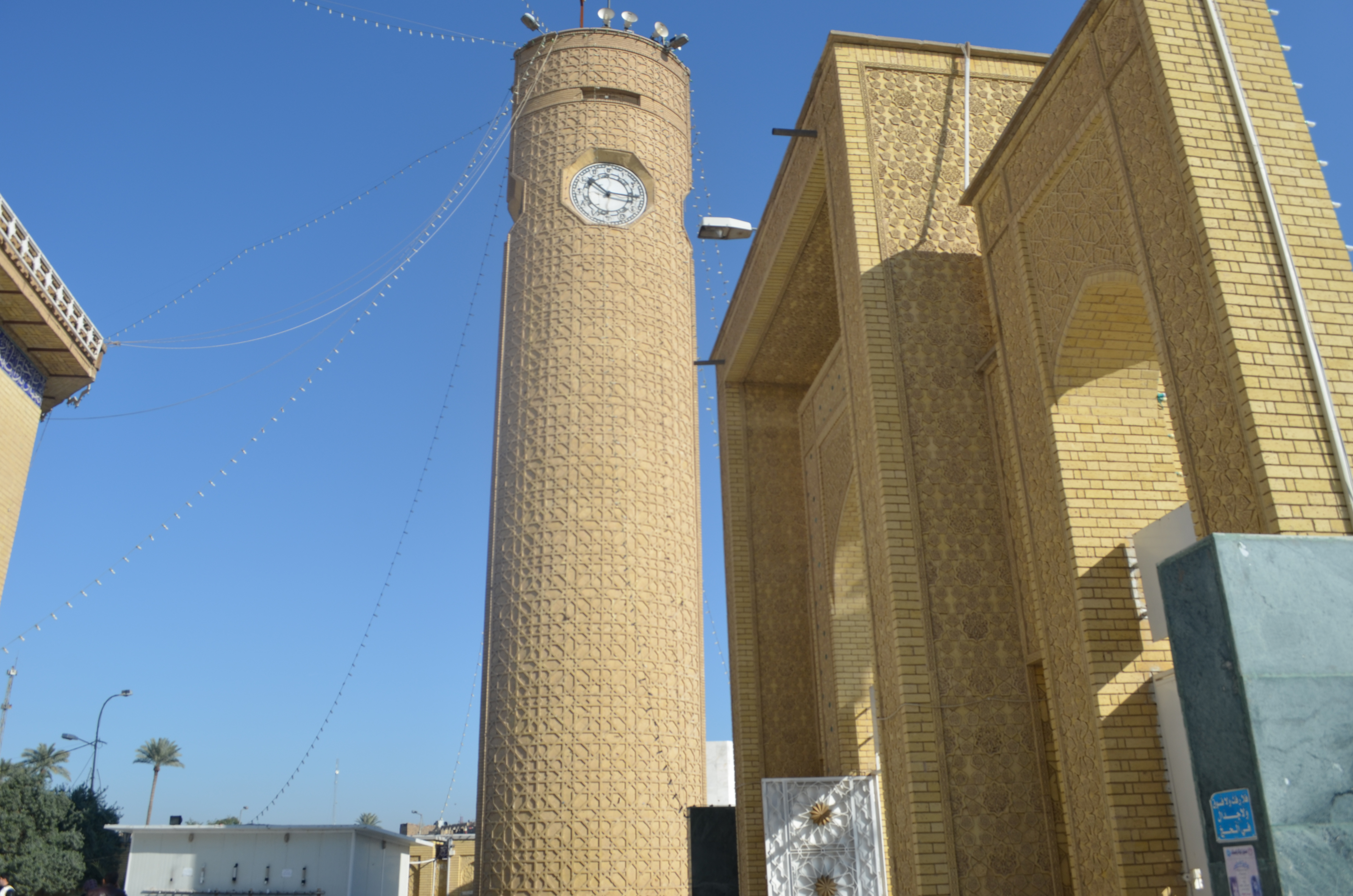
ساعة الأعظمية في جامع الإمام الأعظم
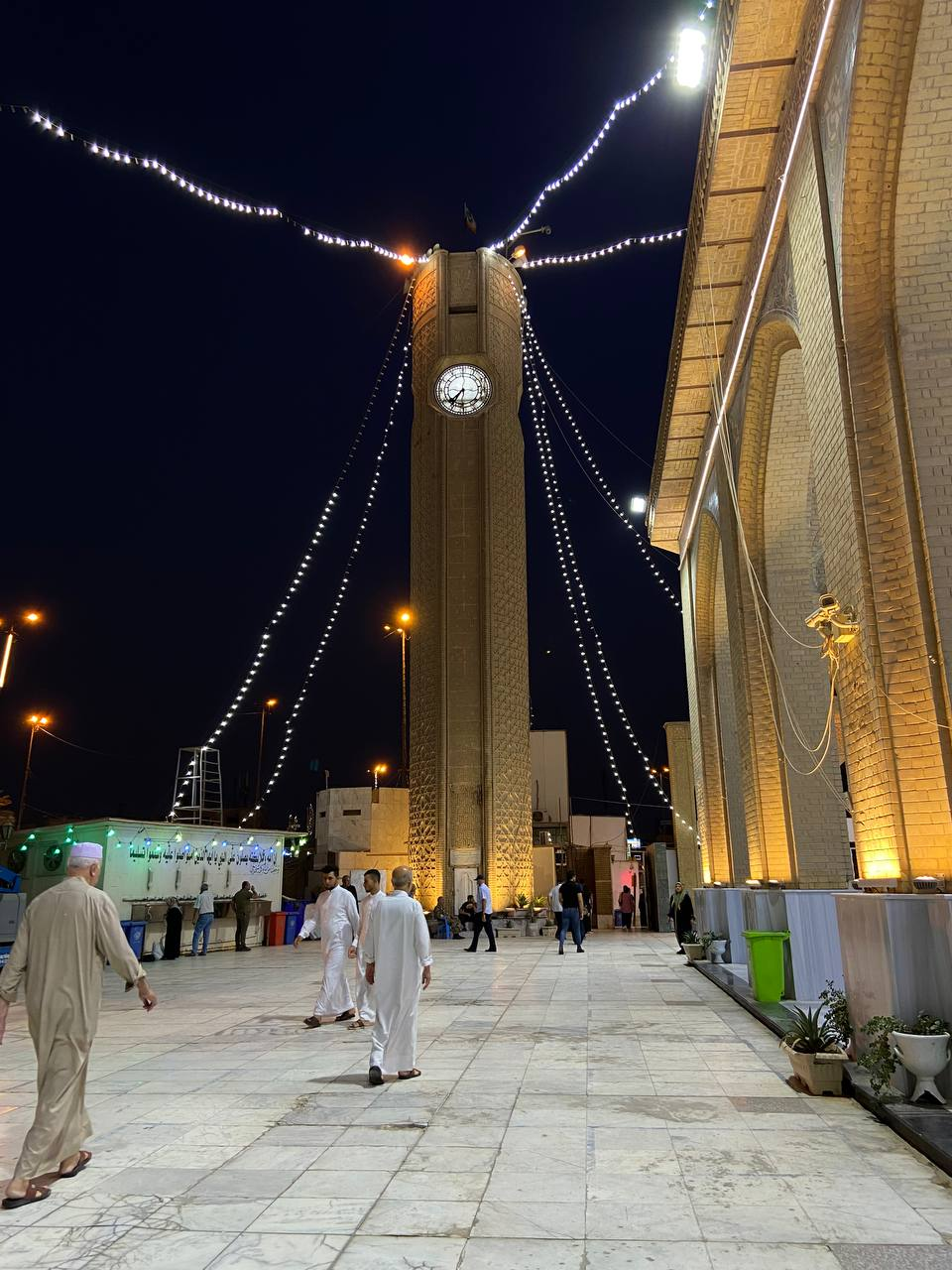
برج ساعة الأعظمية
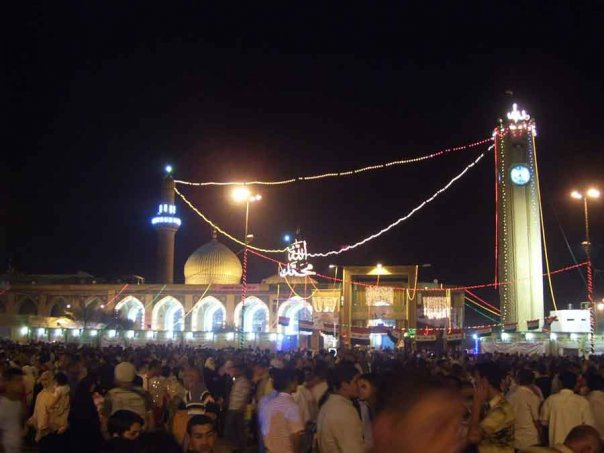
صورة المسجد في عام 2008
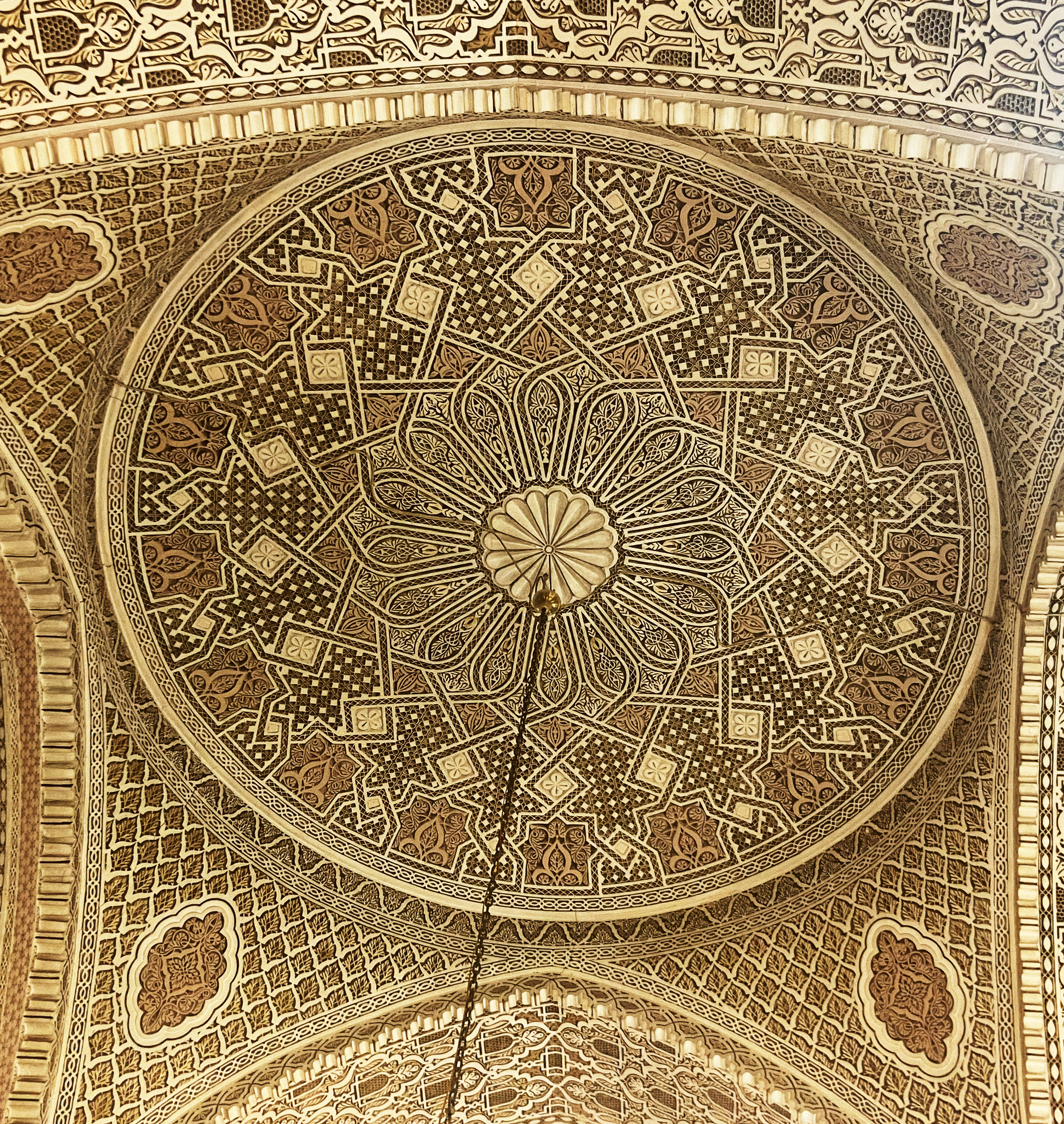
قبة المسجد من الداخل في عام 2024
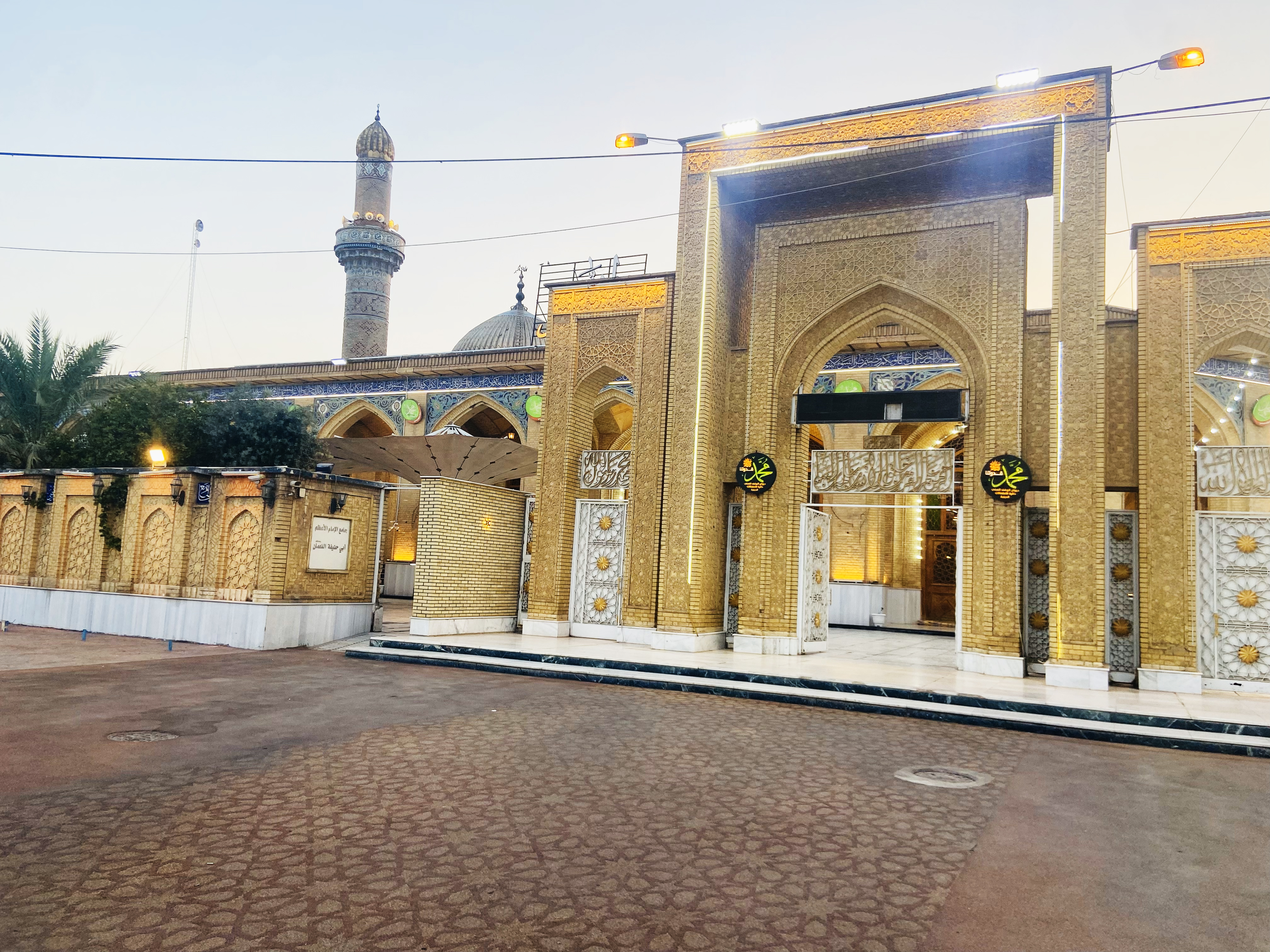
مدخل المسجد في عام 2024

## وصلات خارجية
- كلية الامام الاعظم http://www.imamaladham.edu.iq/